# Alberto Cisolla
Alberto Cisolla (Treviso, 10 ottobre 1977) è un ex pallavolista italiano, nel ruolo di schiacciatore.

## Biografia
È sposato dal settembre 2004 con Fanny Tiboni. 
Dal 2012 ha ricoperto in diverse occasioni il ruolo di commentatore televisivo per Sky Sport per la pallavolo maschile. Dopo il ritiro rimane legato all'Atlantide Brescia ricoprendone il ruolo di Ambassador.

## Carriera

### Club

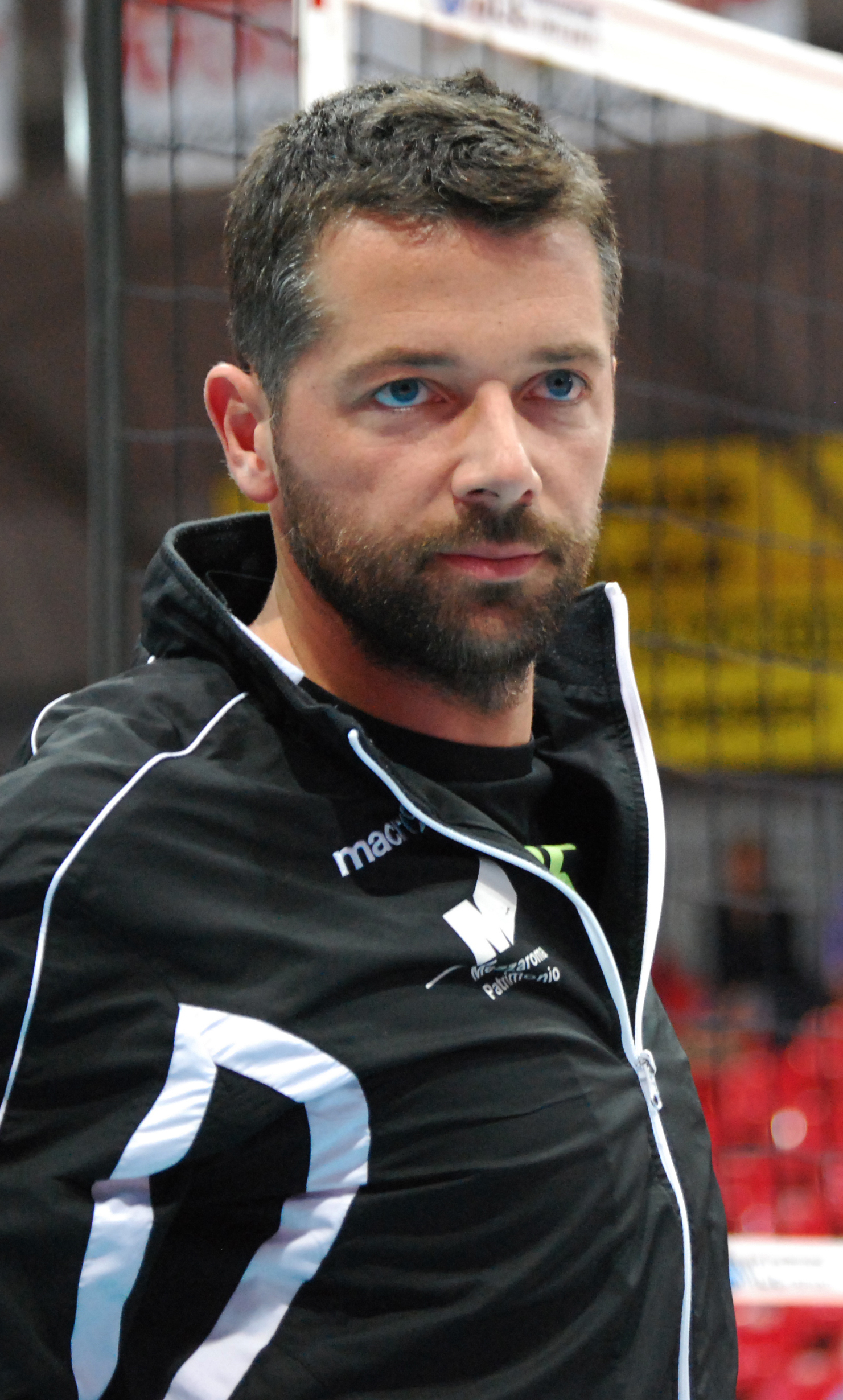
Alberto Cisolla alla M.Roma

È cresciuto nelle giovanili del Treviso, ed ha fatto il suo esordio in prima squadra nel 1996. Con la squadra veneta ha giocato per 14 anni, divenendone un simbolo, riuscendo a vincere 7 campionati italiani, 4 Coppe Italia e 7 Supercoppe italiane. Ha inoltre vinto 3 Champions League: nelle stagioni 1998-99 (3-0 in finale contro i belga della Maaseik), 1999-00 (3-1 in finale contro i tedeschi della Friedrichshafen) e 2005-06 (3-1 in finale contro i greci dell'Īraklīs Salonicco). Nel 2005 ha vinto il premio come miglior giocatore della stagione di A1. Nella stagione 2009-2010 ha indossato la maglia della Lube, per una sola stagione, fermandosi alle semifinali scudetto. La stagione successiva è il grande colpo di mercato della neopromossa M. Roma. Con il club capitolino chiude con un anonimo 11º posto, che vale però la permanenza nel massimo campionato italiano. Il suo secondo e ultimo campionato in neroverde si conclude con un 8º posto e un quarto di finale nei play-off scudetto.
Nel 2012-2013 è un giocatore della Top Volley Latina. Nonostante un campionato anonimo, ha raggiunto la finale di Coppa CEV, perdendo però 3-2 in finale contro i turchi della Halkbank. Nel 2013 ha disputato qualche partita in Bahrain con la casacca dell'Al-Muharraq, prima di tornare in Italia con i calabresi della Callipo. A Vibo Valentia resta solo una stagione, complice anche la cessione del titolo sportivo alla Powervolley Milano e i problemi societari. Nella stagione 2014-2015 è ingaggiato così dalla Impavida Ortona, squadra militante nel campionato di A2. Nonostante il 1º posto nella regular season però, la squadra cede nelle semifinali di play-off senza riuscire ad ottenere la storica promozione. Dal 2015 è in forza all'Atlantide Brescia, rimanendo così in A2.
Al termine della stagione 2021-2022 annuncia l'intenzione di ritirarsi dall'attività agonistica.

### Nazionale
Ha iniziato a giocare nella nazionale maggiore italiana nel 2000. Ha preso parte a svariate competizioni internazionali, andando spesso a podio (un bronzo e un argento in World League). Nel 2004 ha conquistato l'argento alla XXVIII Olimpiade di Atene, perdendo solo in finale contro il Brasile. È stato premiato con il titolo di MVP agli Europei 2005, vinti dalla nazionale italiana (3-2 in finale contro la Russia). Ha chiuso con i colori azzurri nel 2009, giocando anche spesso come capitano e dopo aver collezionato 153 presenze totali.

## Palmarès

### Club
- Campionato italiano: 7

1997-98, 1998-99, 2000-01, 2002-03, 2003-04, 2004-05, 2006-07
- Coppa Italia: 4

1999-00, 2003-04, 2004-05, 2006-07
- Supercoppa italiana: 7

1998, 2000, 2001, 2003, 2004, 2005, 2007
- Coppa dei Campioni/Champions League: 3

1998-99, 1999-00, 2005-06
- Coppa CEV: 2

1997-98, 2002-03
- Supercoppa europea: 1

1999

### Premi individuali
- 2005 - Serie A1: Miglior giocatore
- 2005 - Campionato europeo: MVP